# Шахмурад
Шахмурад (узб. Shohmurod ibn Doniyolbiy; 1741—1800) — третий правитель из узбекской династии Мангытов в Бухарском эмирате в 1785—1800 годах.

## Биография

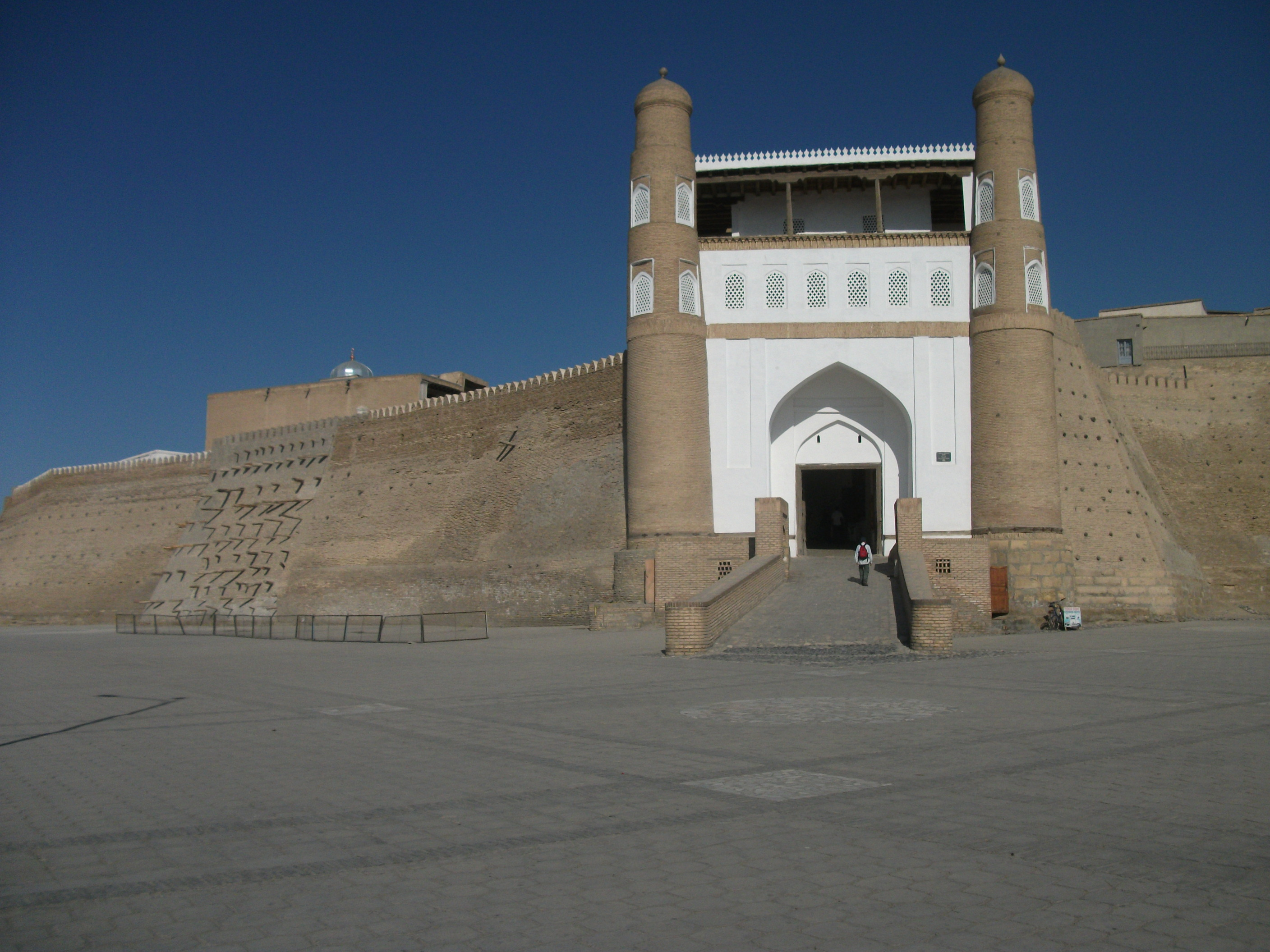
Вход в резиденцию эмира в Бухаре

Шахмурад родился в 1741 году в Кермине в семье представителя узбекской аристократии Даниял-бия (1758—1785). Он был старшим из его одиннадцати сыновей. Мать его была родом из узбеков-кунгратов. Шахмурад был любимым сыном отца, который ласково называл его Бегиджан.
Его политическая деятельность началась ещё при жизни Даниял-бия. Вначале он был наместником в Кермине, затем в Карши. Под влиянием своего духовного наставника Шейх Сафара Шахмурад серьёзно вдался в суфийское учение. Он запирался в мечети и занимался религиозной медитацией. Отказ от богатства, оставленного ему в наследство отцом, он мотивировал тем, что оно получено насилием. Тем не менее, в 1771 году он был назначен правителем Самарканда и приложил много усилий к восстановлению города. За скромный образ жизни народ прозвал его амиром Масумом, что означало безгрешный эмир.

## Внутренняя политика
Первым серьёзным мероприятием Шахмурада стал разгром шахрисябзского правителя Нияза Али, который пытался захватить Бухару, воспользовавшись смертью Даниял-бия. Шахмураду даже удалось отнять у него часть территории, которой тот ранее владел. С этого момента Шахмурад считался официальным правителем государства.
С приходом к власти эмира Шахмурада главный визирь Бухарского ханства Мухаммед Давлат кушбеги был признан виновным в растрате государственной казны, учреждении непосильных налогов для бухарского населения, коррупции и казнен.
В первый же год царствования Шахмурад провел денежную реформу, в результате которой появилась новая монетная система с совершенно иным типом монет. Монета приобрела почти что светский характер, причем это произошло в государстве, насквозь проникнутом влиянием духовенства. Шахмурад выпускал монеты в честь покойного отца Даниял-бия. На его монетах впервые появился титул «эмир». По свидетельству Мирзы Шамса Бухари, Шахмурад не допускал, чтобы имя его упоминалось на хутбе или изображалось на монете на том основании, как говорил он, что «мы не царского рода, предки наши простые узбеки».
Шахмурад упразднил роскошный двор, а вместо него учредил зал суда, где заседали сорок судей, под непосредственным руководством Шахмурада. Согласно одним сведениям, суд заседал по понедельникам и пятницам. Каждый судья имел на руках книги, написанные Шахмурадом. Можно предположить, что это были книги по юриспруденции. Труды Шахмурада до наших дней не дошли. Никто независимо от его политического и экономического положения не имел права не прийти в зал суда если был вызван туда. Присутствовали как высокие чины, так и рабы. Таким образом, амир Шахмурад провел судебную реформу. Шахмурад отменил многие налоги, кроме налогов с иностранных товаров, джизьи и закята.
Старшего сына Хайдара Шахмурад назначил правителем Карши, а 3-й сын — Хусейн стал править Самаркандом. Шахмурад смог возродить за 2-3 года запустевшие в годы междоусобиц медресе Бухары и Самарканда.
Эмир Шахмурад всячески покровительствовал духовенству, и по его указаниям были отремонтированы, восстановлены или перестроены самаркандские медресе Ходжа Ахрар, или Мадрасаи Сафед (Белая медресе), медресе Шейбани-хана, Улугбека и другие.
Ахмад Дониш в своей книге «История мангытской династии» приводит два любопытных эпизода из жизни эмира.

Однажды на Регистан Бухары принесли свежие дыни. Но у него не было денег, чтобы купить одну дыню. Тогда, он, не задумываясь, снял свой кулах и сказал слуге: «Отнести продавцу дынь, и что он затем даст, то и принеси». Этот кулах был изорван, прогнил от пота. Расползшаяся на отдельные ниточки ткань из неё вылезала наружу. Продавец дынь понял, что кулах [принадлежит] эмиру. Дал одну дыню. Эмир своей рукой разрезал на куски и раздал собеседникам, а сам даже не притронулся.

Однажды он сказал своему слуге: «Сегодня в ночь на рамазан сердцу моему очень захотелось пышного праздничного плова. Деньги возьми у казначея из средств, идущих на мое содержание. А если не хватит, то одолжи. Блюдо с праздничным пловом приготовь ко времени разговления». Вечером принесли плов, приправленный шафраном и различными пряностями. Эмир что-то тихо сказал, а затем приказал привести четырех бедных студентов медресе. Их привели. Эмир обратился к ним: «Ешьте этот плов, чтобы ничего не осталось. Затем из государственного казначейства дам вам по одному динару. А если плова не доедите, — не будет вам золота». Домуллы осилили плов со вкусом и аппетитом, а сам он смотрел и молился, перебирая четки. Затем приказал выдать по динару, чтобы в месяц рамазан потратили на питание. А сам попросил сухого хлеба и холодной воды, чем и разговлялся, а плов и пальцем не тронул.

## Внешняя политика
Под данным Малькольма, всеобщее почитание узбеками Шахмурада позволило ему совершить ряд успешных походов. Армия его состояла в основном из кавалерии, и с её помощью он подчинил все сепаратистские владения. Шахмурад сам стоял во главе армии во время своих походов и был одет в бедные одежды представителя религиозного класса.
Он поддерживал строгую дисциплину в армии. Армию во время походов сопровождали муллы, которые были посредниками при переговорах с населением территорий, куда совершался поход.
В 1788 году Шахмурад вернул земли Чор-вилоята (Андхой, Шиберган, Сары-пуль, Ахча), которые в 1752 году были захвачены Ахмадшахом. Эти области до 1845 года находились под влиянием мангытов. В 1793 году Шахмурад, воспользовавшись смертью афганского правителя Темур шаха захватил Балх, а в самом конце века вернул его к состав Бухарского ханства.
Шахмурад совершил походы на Ура-тюбе, Ходжент, Хавас, Заамин, Ям и насильственно переселил часть их населения в Самарканд и основал там 24 отдельных квартала (гузара) с мечетями.
Шахмурад поддерживал тесные взаимоотношения с Османской империей и несколько раз отправлял в Стамбул послов.
Шахмурад поддерживал отношения и с Российской империей, в 1797 году в Петербург был отправлен посол Палванкули-курчи.

## Смерть
Шахмурад скончался 30 ноября 1800 года и был похоронен на кладбище Ишан Имло в Бухаре, рядом с могилами почитавшихся им суфийских наставников — Хаджи Хабибуллы и шейха Мухаммад Сафара. Однако его могила, как и все кладбище, была разрушена большевиками в 1930-х годах.
Преемником Шахмурада стал его старший сын эмир Хайдар.

## Память
Мыслитель Ахмад Дониш (1827—1897) предложил периодизировать историю Средней Азии на основе принципа правления наиболее выдающихся правителей, так называемых обновителей столетия в число которых он включил амира Масума, то есть Шахмурада. В одно время с этими обновителями были наиболее знающие ученые, выдвинувшиеся в государствах Мавераннахра.